# San Miguel Axoxuca
San Miguel Axoxuca är en ort i Mexiko.   Den ligger i kommunen Tlapa de Comonfort och delstaten Guerrero, i den sydöstra delen av landet, 210 km söder om huvudstaden Mexico City. San Miguel Axoxuca ligger 1 383 meter över havet och antalet invånare är 1 441.
Terrängen runt San Miguel Axoxuca är kuperad. Runt San Miguel Axoxuca är det ganska tätbefolkat, med 248 invånare per kvadratkilometer. Närmaste större samhälle är Tlapa de Comonfort, 9,1 km öster om San Miguel Axoxuca. I omgivningarna runt San Miguel Axoxuca växer huvudsakligen savannskog.